# Hugo Drax
Hugo Drax är bondskurken i boken Attentat från 1955, som blev filmad som Moonraker (1979). 

## Bokens Drax
I Attentat träffas Sir Hugo Drax (adelskapet är borttaget i filmversionen) och Bond när Bond får i uppdrag att avslöja Drax falskspel i bridge på M:s klubb, Blades. Drax beskrivs då som rödhårig, med ärrig hy, och rätt burdus. 
Efter det mötet nästlar sig Bond in i Drax organisation, och inser att den brittiske lorden egentligen är en tysk soldat och greve vid namn Hugo von der Drache som fejkat minnesförlust och sedan blivit rik, och som nu tänker hämnas för oförrätter under andra världskriget genom att skicka en raket mot London.

## Filmens Drax
Hugo Drax är en dollarmiljardär som bor i Kalifornien. Han äger bland mycket annat Drax industries som bland annat levererar rymdfärjor åt NASA. I inledningen på Moonraker ska britterna låna en rymdfärja, men den kapas. Bonds chef M ger 007 i uppdrag att undersöka orsaken och Drax är misstänkt redan från början.
James Bond möter Drax i hans slott i Kalifornien (importerat från Frankrike!) som efter mötet inte ödslar någon tid med att försöka döda Bond. Drax hantlangare Chang och andra underhuggare gör flera försök att eliminera Bond, utan framgång. Efter att Bond dödat Chan i Venedig anställer Drax en ny hantlangare, Hajen som var med även i Älskade spion.
Under tiden börjar Bond hitta ledtrådar om Drax verkliga avsikter. Från en växt i Amazonas har hans forskare tagit fram ett nervgift som dödar människor men inte djur. Drax plan går ut på att med hjälp av nervgiftet utrota mänskligheten. Bara ett litet utval "supermänniskor" ska överleva på en jättelik rymdstation som Drax styr via en hemlig rymdbas i Amazonas. Den har också system inbyggda som gör att den inte upptäcks från Jorden. Dessa "supermänniskor" ska sedan återkolonisera Jorden.
Drax, Hajen och andra hejdukar gör nya försök att döda Bond men kan inte hindra agent 007 och CIA-agenten Holly Goodhead från att ta sig upp till rymdstationen på en av hans rymdfärjor. Bond lyckas naturligtvis avaktivera rymdstationens skyddssystem och en undsättningsexpedition skickas upp med amerikanska "rymdsoldater" som i en våldsam batalj på stationen besegrar Drax styrkor. Hugo Drax själv dödas av Bond som på slutet får hjälp av Hajen som insett att han inte tillhör de utvalda bland Drax perfekta människor.
Som andra skurkar i Bonds värld är han stenrik, totalt hänsynslös och tvekar inte en sekund för att döda personer bara de misstänks motarbeta honom. James Bond har förvisso under årens lopp fått tampas med åtskilliga galningar men med Drax menade många att man gått för långt vad gäller skurkens ondska och storhetsvansinne. Filmen blev trots kritiken emellertid en av de mest framgångsrika Bondfilmerna någonsin.
Hugo Drax spelas av Michael Lonsdale.